# Heurteauville
Heurteauville est une commune française située dans le département de la Seine-Maritime en région Normandie.

## Géographie

### Localisation
| Arelaune-en-Seine | Arelaune-en-Seine                            | Seine, Le Trait  |
| Arelaune-en-Seine | Heurteauville, vérifié sur le site municipal | Seine, Yainville |
|                   | Le Landin Eure                               | Seine Jumièges   |

### Hydrographie
La commune est située dans le bassin Seine-Normandie. Elle est drainée par la Seine, le canal 01 de la commune de Heurteauville, le canal 01 de la commune de la Mailleraye-sur-Seine, le canal 02 de la commune de Heurteauville, le canal 02 de la commune de la Mailleraye-sur-Seine, le canal 03 de la commune de la Mailleraye-sur-Seine et le fossé 01 de la commune de Jumieges,,.
La Seine, qui prend sa source à Source-Seine, en Côte-d'Or, sur le plateau de Langres, traverse le département avec de larges méandres sur son flanc sud et se jette dans la Manche entre Le Havre et Honfleur. 
Trois plans d'eau complètent le réseau hydrographique : la tourbière de la Harelle (33,2 ha), le plan d'eau de la Vette (2,54 ha) et le plan d'eau des Prés de la Grange (12 ha),.

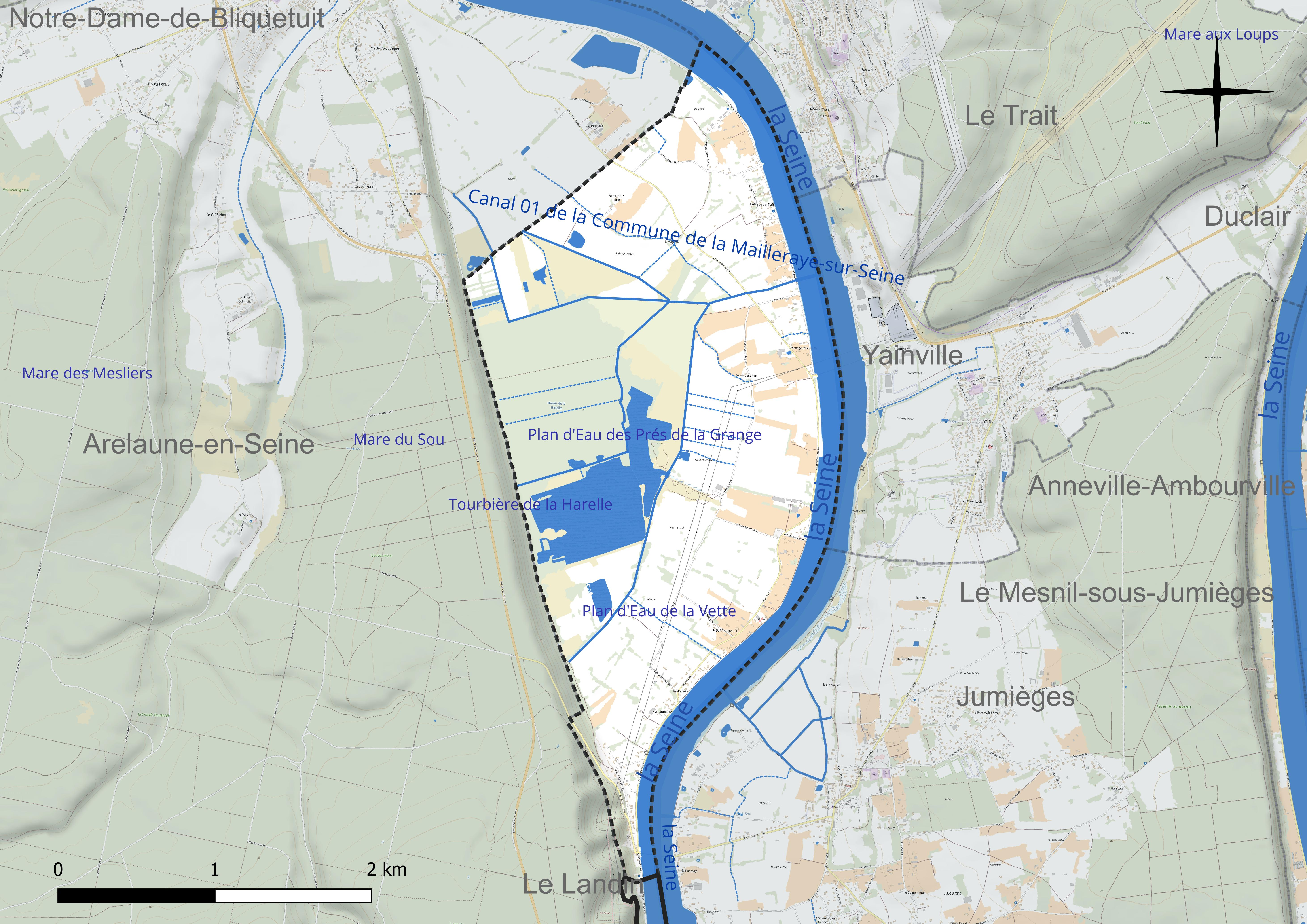
Réseau hydrographique d'Heurteauville.

### Climat
Pour des articles plus généraux, voir Climat de la Normandie et Climat de la Seine-Maritime.
En 2010, le climat de la commune est de type climat océanique altéré, selon une étude du CNRS s'appuyant sur une série de données couvrant la période 1971-2000. En 2020, Météo-France publie une typologie des climats de la France métropolitaine dans laquelle la commune est exposée à un climat océanique et est dans la région climatique Côtes de la Manche orientale, caractérisée par un faible ensoleillement (1 550 h/an) ; forte humidité de l’air (plus de 20 h/jour avec humidité relative > 80 % en hiver), vents forts fréquents. Parallèlement le GIEC normand, un groupe régional d’experts sur le climat, différencie quant à lui, dans une étude de 2020, trois grands types de climats pour la région Normandie, nuancés à une échelle plus fine par les facteurs géographiques locaux. La commune est, selon ce zonage, exposée à un « climat contrasté des collines », correspondant au Pays d’Auge, Lieuvin et Roumois, moins directement soumis aux flux océaniques et connaissant toutefois des précipitations assez marquées en raison des reliefs collinaires qui favorisent leur formation.
Pour la période 1971-2000, la température annuelle moyenne est de 11 °C, avec une amplitude thermique annuelle de 12,9 °C. Le cumul annuel moyen de précipitations est de 826 mm, avec 12,4 jours de précipitations en janvier et 8,3 jours en juillet. Pour la période 1991-2020, la température moyenne annuelle observée sur la station météorologique la plus proche, située sur la commune de Jumièges à 1 km à vol d'oiseau, est de 12,2 °C et le cumul annuel moyen de précipitations est de 843,5 mm,. Pour l'avenir, les paramètres climatiques de la commune estimés pour 2050 selon différents scénarios d’émission de gaz à effet de serre sont consultables sur un site dédié publié par Météo-France en novembre 2022.

### Milieux naturels et biodiversité
La commune fait partie du parc naturel régional des Boucles de la Seine normande.

## Urbanisme

### Typologie
Au 1er janvier 2024, Heurteauville est catégorisée commune rurale à habitat dispersé, selon la nouvelle grille communale de densité à sept niveaux définie par l'Insee en 2022.
Elle est située hors unité urbaine. Par ailleurs la commune fait partie de l'aire d'attraction de Rouen, dont elle est une commune de la couronne,. Cette aire, qui regroupe 317 communes, est catégorisée dans les aires de 200 000 à moins de 700 000 habitants,.

### Occupation des sols
L'occupation des sols de la commune, telle qu'elle ressort de la base de données européenne d’occupation biophysique des sols Corine Land Cover (CLC), est marquée par l'importance des territoires agricoles (60 % en 2018), une proportion sensiblement équivalente à celle de 1990 (60,4 %). La répartition détaillée en 2018 est la suivante : 
prairies (60 %), eaux continentales (17,1 %), forêts (13,9 %), zones urbanisées (4,6 %), milieux à végétation arbustive et/ou herbacée (4,4 %). L'évolution de l’occupation des sols de la commune et de ses infrastructures peut être observée sur les différentes représentations cartographiques du territoire : la carte de Cassini (XVIIIe siècle), la carte d'état-major (1820-1866) et les cartes ou photos aériennes de l'IGN pour la période actuelle (1950 à aujourd'hui).

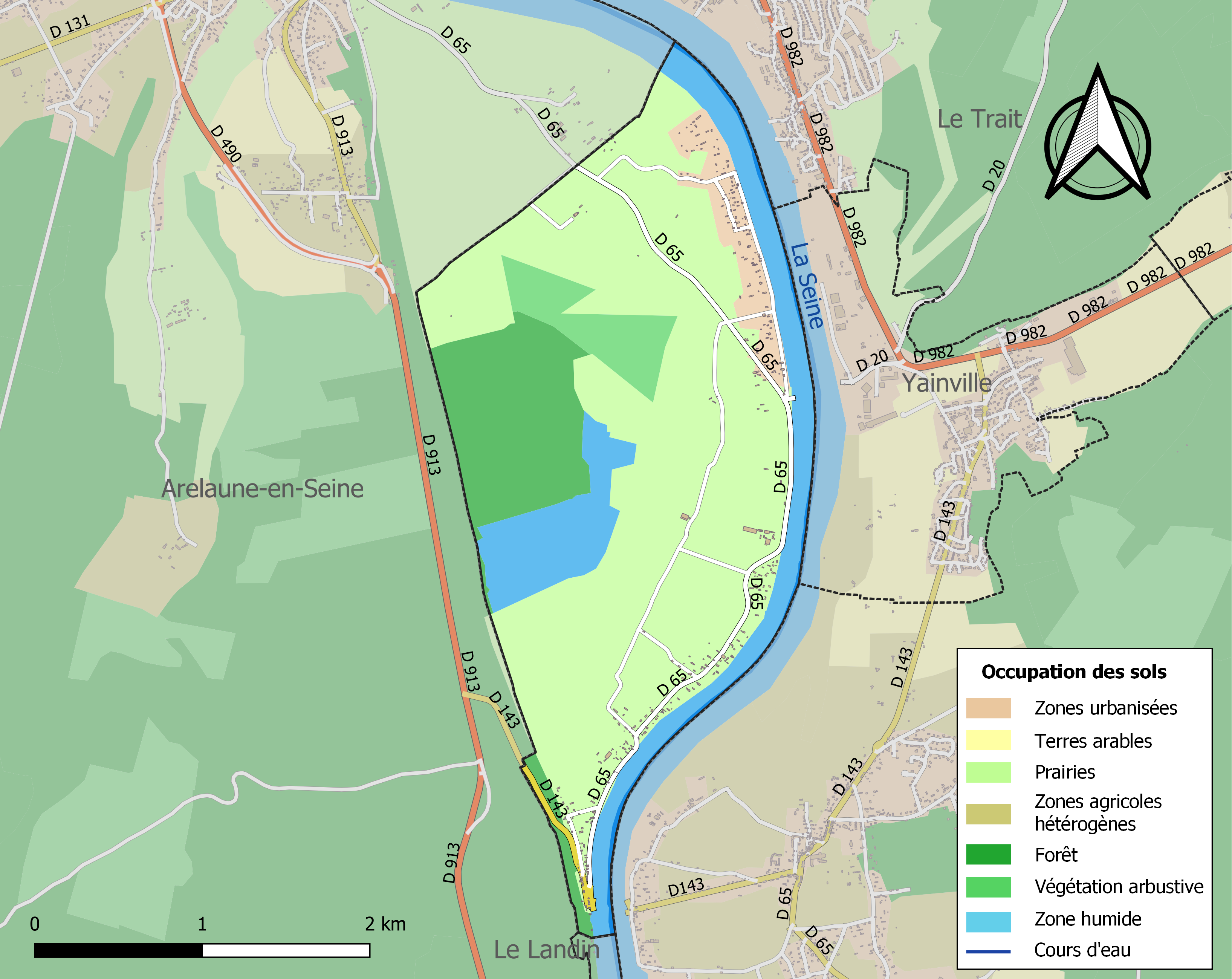
Carte des infrastructures et de l'occupation des sols de la commune en 2018 (CLC).

### Voies de communication et transports
La  commune dispose de deux passages d'eau. Assurés par des bacs, ils permettent de traverser la Seine et de rejoindre Yainville pour l'un et Jumièges pour l'autre.

## Toponymie
Le nom de la localité est attesté sous les formes Hartel villa et Hartelvilla vers 1025.

## Histoire
Heurteauville est un ancien hameau de la commune de Jumièges. C'est un arrêté préfectoral du 9 octobre 1868 qui lui conféra son autonomie.

## Politique et administration

### Fusion de communes
Heurteauville a finalement préféré ne pas rejoindre La Mailleraye-sur-Seine et Saint-Nicolas-de-Bliquetuit dans la commune nouvelle d'Arelaune-en-Seine[réf. nécessaire].

### Liste des maires
| Période                                  | Période                    | Identité         | Étiquette | Qualité             |
| ---------------------------------------- | -------------------------- | ---------------- | --------- | ------------------- |
| Les données manquantes sont à compléter. |                            |                  |           |                     |
| 1899                                     | 1904                       | Leprince         |           |                     |
| 1904                                     | 1937                       | Charles Guérin   |           |                     |
| 1945                                     | 1950                       | Édouard Salmon   |           |                     |
| Les données manquantes sont à compléter. |                            |                  |           |                     |
|                                          | janvier 2009               | Sever Saussay    | DVG       |                     |
| janvier 2009                             | mai 2020                   | Antoine Cléret   |           |                     |
| mai 2020                                 | En cours (au 10 août 2020) | Gérard Lenormand |           | Producteur de cidre |

## Population et société

### Démographie
L'évolution du nombre d'habitants est connue à travers les recensements de la population effectués dans la commune depuis 1872. Pour les communes de moins de 10 000 habitants, une enquête de recensement portant sur toute la population est réalisée tous les cinq ans, les populations de référence des années intermédiaires étant quant à elles estimées par interpolation ou extrapolation. Pour la commune, le premier recensement exhaustif entrant dans le cadre du nouveau dispositif a été réalisé en 2005.

En 2022, la commune comptait 287 habitants, en évolution de −8,31 % par rapport à 2016 (Seine-Maritime : +0,35 %, France hors Mayotte : +2,11 %).
| 1872 | 1876 | 1881 | 1886 | 1891 | 1896 | 1901 | 1906 | 1911 |
| ---- | ---- | ---- | ---- | ---- | ---- | ---- | ---- | ---- |
| 542  | 456  | 395  | 390  | 396  | 391  | 352  | 323  | 302  |

| 1921 | 1926 | 1931 | 1936 | 1946 | 1954 | 1962 | 1968 | 1975 |
| ---- | ---- | ---- | ---- | ---- | ---- | ---- | ---- | ---- |
| 347  | 346  | 332  | 338  | 402  | 418  | 377  | 309  | 288  |

| 1982 | 1990 | 1999 | 2005 | 2006 | 2010 | 2015 | 2020 | 2022 |
| ---- | ---- | ---- | ---- | ---- | ---- | ---- | ---- | ---- |
| 286  | 269  | 304  | 305  | 308  | 331  | 318  | 293  | 287  |

## Culture locale et patrimoine

### Lieux et monuments
- Église Saint-Simon-et-Saint-Jude
- Chapelle du Bout-du-Vent, (1727-1730).

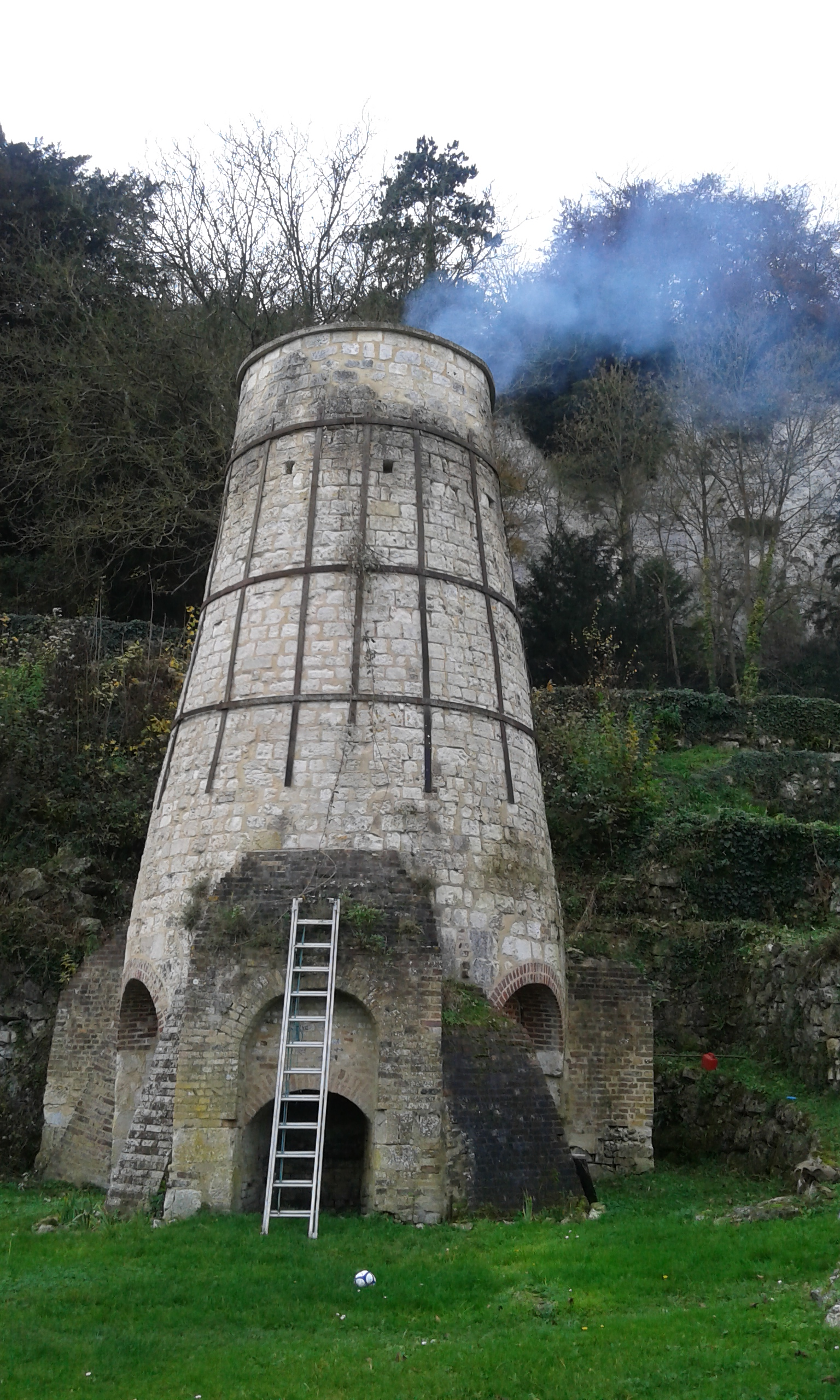
Four à chaux.

- Grange dîmière (XIIIe siècle)[31], qui dépend lors de sa construction de l'abbaye de Jumièges. Elle a été  inscrite au titre des monuments historiques par arrêté du 27 décembre 1974[32].
- Four à chaux datant de 1865 et cadran solaire.
- La tourbière.
- Ferme le Clos des Citots.

### Héraldique
| Armes de Heurteauville | Les armes de la commune de Heurteauville se blasonnent ainsi : D’argent à la croix en filet d’azur, cantonnée au 1er d’un écusson de gueules à deux léopards d’or l’un au-dessus de l’autre, au 2e d’une pomme d’or ombrée de gueules, feuillée de sinople et surmontée de deux grappes de deux cerises de gueules, chacune feuillée de deux pièces de sinople, au 3e d’une chapelle d’or terrassée de sinople, au 4e de deux bacs de sinople, équipés de gueules, posés sur une jumelle ondée alésée d’azur et rangés en pal ; le tout enfermé dans une filière d’azur. Les deux léopards d'or sur champ de gueules rappellent les armes de la Normandie. |